# Paulo de Assunção
Paulo de Assunção (São Paulo) é um historiador e designer brasileiro autor ou coautor de várias obras historiográficas.

## Carreira
Fez doutoramento em História Ibérica pela École des Haute Etudes en Sciences Sociales – EHESS-Paris (França); Doutorou-se também em História Econômica e Social pela Universidade Nova de Lisboa (Portugal) e Doutor em História Social pela Universidade de São Paulo.
Dedicou parte da sua investigação a questões de história cultural e econômica, arquitetura, urbanismo e turismo.

## Prêmios
- - 2003  - Acervo Básico, Fundação Nacional Do Livro Infantil E Juvenil.
- - 2007 - Prêmio Arquivo Nacional do Rio de Janeiro / Arquivo Nacional da Torre do Tombo 2008 pela obra Ritmos da vida - momentos efusivos da família real portuguesa no Brasil.
- - 2012 - 54º Prêmio Jabuti 2012/ 1º lugar em Turismo e Hotelaria pela obra "História do Turismo no Brasil entre os séculos XVI e XX". [1]
- - 2013 - Prêmio Academia da Marinha de Portugal  - O relato de Diego de Pantoja e as coisas notáveis da China.

## Publicações
- Associação Comercial de São Paulo -120 anos (ACSP - São Paulo - 2014)
- 1932 - um relato inédito (ACSP - São Paulo - 2014)
- Cartas de Lisboa/ Cartas da Baía - Obras completa do Padre António Vieira (Círculo de Leitores - Lisboa - 2013)
- Facesp - 50 anos (ACSP - São Paulo - 2013)
- A trama e o drama - o pensamento económico do Padre António Vieira ( Esfera do Caos - Lisboa - 2013)
- A Associação Comercial de São Paulo na Revolução Constitucionalista de 1932 ( Diário do Comércio - 6 de julho de 2012)
- A atuação da Associação Comercial de São Paulo na Revolução Constitucionalista de 1932 ( Digesto Econômico - maio/junho 2012)
- História do Turismo no Brasil (Manole - 2012)
- Um olhar francês sobre Portugal (Clube de Autores - 2011)
- Padrões de Qualidade para os cursos de Bacharelado em Turismo (Arké 2008 - com outros autores);
- Ritmos da vida – momentos efusivos da família real portuguesa no Brasil ( Arquivo Nacional, 2008);
- Religião e Religiosidade (Arké, 2007 – com outros autores);
- Educação, História e Cultura no Brasil Colônia(Arké, 2007 – com outros autores);
- Inquisição Portuguesa – tempo, razão e circunstância (org. e autor   - Prefácio – Lisboa - 2007);
- A Construção Visual entre as Artes e as Ciências(Arké, 2006 – com outros autores);
- Discutindo a Paisagem (Rima, 2006 – com outros autores);
- Viagem à Istambul (Arké - 2005);
- São Paulo Imperial: a cidade em transformação (Arké  - 2004);
- A metamorfose de um polvo: religião e política nos regimentos da inquisição portuguesa séculos XVI- XIX. (Prefácio – Lisboa – Portugal - 2004);
- Negócios jesuíticos: o cotidiano da administração dos bens divinos (Edusp - 2004);
- Os jesuítas no Brasil Colonial (Atual - 2003 – premiado);
- O Patrimônio (Loyola - 2003);
- A terra dos brasis: a natureza da América Portuguesa vista pelos primeiros jesuítas 1549-1596.(Annablume -2001).